# Fukomys darlingi
Fukomys darlingi is een zoogdier uit de familie van de molratten (Bathyergidae). De wetenschappelijke naam van de soort werd voor het eerst geldig gepubliceerd door Oldfield Thomas in 1895.

## Voorkomen
De soort komt voor in het oosten van Zimbabwe en het westen van Mozambique.